# Clavisaje
En telecomunicaciones, el  clavisaje (del latín clavis, llave o clave) o clavaje es una familia de formas de modulación en las que la señal de modulación adquiere uno de los dos valores (o más, si los hay establecidos) en todo momento. El objetivo del clavisaje es transmitir una señal digital a través de un canal analógico. El nombre deriva de los claves de código Morse, utilizados para la signalización telégrafica.
La modulación es la técnica general de configuración de una señal para transmitir información. Cuando un mensaje digital tiene que  ser representado en forma de onda analógica, se utiliza la técnica y el término clavisaje (o modulación digital). El clavisaje se caracteriza por el hecho de que la señal de modulación tendrá un número limitado de estados (o valores) en todo momento, para representar los estados digitales correspondientes (comúnmente cero y uno, aunque esto puede depender del número de símbolos utilizados). Esto contrasta con la modulación analógica, donde se transmite una señal analógica a través de un canal analógico y donde la señal analógica modulada tendrá un número infinito de estados significativos. Por otra parte, cabe destacar que el clavisaje o modulación digital se aplica a la transmisión de una señal digital a través de un canal pasabanda análogo. Cuando una señal digital se transmite a través de un canal de banda base análogo, la técnica de modulación se denomina codificación en línea.
Existen varias técnicas de clavaje, incluyendo la de fase, frecuencia o amplitud (clavaje por desplazamiento - o cambio - de fase, clavaje por desplazamiento de frecuencia y clavaje por desplazamiento de amplitud). Bluetooth, por ejemplo, utiliza clavaje por desplazamiento de fase para el intercambio de información entre los dispositivos. Una visión general de las técnicas de clavaje o digitalización se muestra en la página sobre modulación.